# Johann Heinrich Kaupel
Johann Heinrich Kaupel (* 15. April 1890 in Nordlohne; † 23. September 1953 in Münster) war ein deutscher römisch-katholischer Theologe und Hochschullehrer (Alttestamentler) in Münster.

## Leben
Er besuchte das Gymnasium Lingen und studierte Theologie und semitische Sprachen in Münster. Nach der Priesterweihe 1914 in Osnabrück wurde er Präzeptor am Konvikt des Gymnasiums Carolinum. Nach dem Staatsexamen 1916 für das Lehramt an höheren Schulen war er von 1916 bis 1918 Hilfslehrer am Gymnasium Carolinum und an der Ursulinenschule Osnabrück. Von 1918 bis 1924 war er Oberlehrer am Progymnasium der katholischen Gemeinde Hamburg und studierte währenddessen semitische Philologie an der Universität Hamburg. Nach der Promotion zum Dr. theol. in Münster 1921 und Habilitation 1926 ebenda wurde er planmäßiger Assistent am theologischen Seminar und 1935 ordentlicher Professor für alttestamentliche Exegese. Er wurde in Schepsdorf begraben.

## Schriften
- Das Verhältnis der biblischen Psalmen zur religiösen Lyrik der Babylonier. Eine vergleichende Untersuchung über ihre religiöse Formensprache und Terminologie. 1921.
- Die Dämonen im Alten Testament. Augsburg 1930, OCLC 251533214.
- Die Beziehungen des alttestamentlichen Königtums zum Kult. Hamburg 1930, OCLC 251533841.
- Die antisemitische Bekämpfung des Alten Testaments vom Standpunkt katholischer Bibelbetrachtung beleuchtet. Hamburg 1933, OCLC 216174088.